# Alawich I.
Alawich I., auch Alawicus oder Alawic, (* im 10. Jahrhundert; † 13. Mai 958 in Reichenau) war von 934 bis 958 Abt des Klosters Reichenau.

## Leben
Alawich war Reichenauer Mönch und wurde 934 der 22. Abt des Klosters Reichenau. In seiner Amtszeit von 934 bis 958 spielte er eine bedeutende Rolle bei der Reform und dem Ausbau des Klosters. Unter seiner Führung öffnete sich das Kloster den Reformbewegungen der Gorzer und der Cluniazenser, was zu einer Erneuerung des klösterlichen Lebens und einer Erhöhung der Anzahl der Mönche führte.
Im Jahr 940 wurde Alawich von Bischof Ulrich von Augsburg besucht, der ihn mit einigen Reliquien beschenkte. Alawich übergab ihm im Gegenzug (vermutlich) eine Reliquie des Heiligen Mauritius.
Während seiner Amtszeit erneuerte er das Bündnis mit dem Kloster St. Gallen. Dieses Bündnis beinhaltete unter anderem, dass beim Tod eines Mönches in einem der beiden Klöster Trauerrituale in beiden Klöstern durchgeführt wurden. Zu diesen Ritualen gehörte auch die Speisung eines Armen, was die enge Verbindung und gegenseitige Unterstützung der beiden Klöster unterstrich.
Im Jahr 946 ließ sich Abt Alawich von Kaiser Otto I. dem Großen die Schenkungen von Ludwig der Fromme und Karl III. auf dem Bodanrück und im Hegau bestätigen. Diese Bestätigung umfasste auch jene Güter, die unter den späteren Karolingern an die Abtei Reichenau gelangt waren, einschließlich des Besitzes in Eigeltingen. Aufgrund des lückenhaften Urkundenmaterials der Reichenau aus dieser Zeit ist es schwierig, genaue Angaben über den Erwerb dieser Güter und die Umstände, unter denen sie erworben wurden, zu machen. Wahrscheinlich befand sich der Besitz in Eigeltingen jedoch bereits um das Jahr 900 im Eigentum der Reichenau.
Alawich starb 958, nach anderer Quelle 959. Er wird als Heiliger der römisch-katholischen Kirche verehrt. Sein Gedenktag ist der 13. Mai.